# 伊勢塩飴
伊勢塩飴（いせしおあめ）は、日本の飴菓子の一種で、三重県南伊勢町産の「真珠の塩」を使用した塩飴である。

## 概要
伝統的な京飴の製法で作られ、塩の風味と飴の甘さが調和した味わいが特徴とされる。
この飴は、三重県伊賀市に本社を置く常光庵（じょうこうあん）を代表する商品であり、贈答用や土産品として販売されている。

## パッケージ
伊勢塩飴のパッケージは、和の伝統的な美意識を取り入れたデザインが特徴である。通常版のパッケージは、黒い箱に白い切り絵の帯が巻かれ、金色のシールと赤い紐で仕上げられている。この装飾は、日本の工芸品を思わせる上品な印象を与え、贈答用や土産品としての用途にも適している。
また、飴は個包装されており、衛生面に配慮されるとともに、持ち運びや配布の利便性も考慮されている。パッケージデザイン全体として、伝統的な和の要素と現代的な洗練されたスタイルが融合した仕様となっている。